# Вестфорд (Нью-Йорк)
Вестфорд (англ. Westford) — місто (англ. town) в США, в окрузі Отсего штату Нью-Йорк. Населення — 804 особи (2020).

## Демографія
Згідно з переписом 2010 року, у місті мешкало 868 осіб у 349 домогосподарствах у складі 230 родин. Було 514 помешкання
Расовий склад населення:
| - 96,4 % — білих - 0,8 % — азіатів - 0,3 % — чорних або афроамериканців |

До двох чи більше рас належало 2,2 %. Частка іспаномовних становила 2,4 % від усіх жителів.
За віковим діапазоном населення розподілялося таким чином: 23,4 % — особи молодші 18 років, 61,0 % — особи у віці 18—64 років, 15,6 % — особи у віці 65 років та старші. Медіана віку мешканця становила 43,7 року. На 100 осіб жіночої статі у місті припадало 99,5 чоловіків;  на 100 жінок у віці від 18 років та старших — 101,5 чоловіків також старших 18 років.
Середній дохід на одне домашнє господарство  становив 66 637 доларів США (медіана — 55 865), а середній дохід на одну сім'ю — 75 736 доларів (медіана — 64 375). Медіана доходів становила 37 353 долари для чоловіків та 37 273 долари для жінок. За межею бідності перебувало 5,9 % осіб, у тому числі 0,5 % дітей у віці до 18 років та 5,8 % осіб у віці 65 років та старших.
Цивільне працевлаштоване населення становило 423 особи. Основні галузі зайнятості: освіта, охорона здоров'я та соціальна допомога — 37,6 %, мистецтво, розваги та відпочинок — 11,3 %, будівництво — 10,4 %.